# Lone Wanderer
Lone Wanderer ist eine 2014 gegründete Funeral-Doom-Band.

## Geschichte
Lone Wanderer wurden 2014 von in Freiburg im Breisgau von Bruno Schotten und weiteren Mitgliedern der Organisatoren des Doom Over Freiburg Festivals gegründet. Die Band verfolgt von Beginn an ein inhaltliches Konzept und betitelte ihren Stil als Schopenhauerian Funeral Doom. 
Im ersten Jahr spielte Lone Wanderer die EP Principles ein und vertrieb diese ab Oktober 2014 im Selbstverlag. Das zwei Jahre später erschienene Debütalbum The Majesty of Loss erschien zuerst ebenfalls im Selbstverlag, erlangte dennoch eine positive internationale Resonanz. Chris Jennings urteilte für Worship Metal, dass Lone Wanderer mit diesem „delikat trostlosen“ Album „im Wettbewerb mit den besten des Subgenres“ stünden. Cody Davis schrieb in seiner für Metal Injection verfassten Kolumne Funeral Friday, dass es der Band mit „ihren kollektiven Arrangements“ gelänge eine „dichte und strukturierte Darbietung von Kunst und Literatur“ zu präsentieren, die nicht Langweilig würde. Weitere Rezensionen urteilten ähnlich überschwänglich und nannten The Majesty of Loss „genial freudlosen Funeral Doom“ der „ein absolutes Muss“ sei, sowie eine „essentielle Verkörperung des Dooms“ obwohl die Gruppe „nichts Neues in Genre“ einbringe. Im Jahr 2020 gab Fucking Kill Records ein Re-Release des Albums als Langspielplatte heraus. Im gleichen Jahr veröffentlichte die Band über Fucking Kill Records das zweite Album The Faustian Winter. Bruno Schotten schrieb das von der Band eingespielte Album allein, Damon Good von Mournful Congregation übernahm den Mix und Dan Swanö masterte die Aufnahmen. Dies zweite Album wurde international weniger, jedoch ebenso positiv aufgenommen. Pim Blankenstein von Officium Triste beschrieb das Album für das niederländische Webzine Arrow Lords of Metal als „positive Ausnahme“ in einem Genre, dem er sonst eher skeptisch gegenüberstünde. „Trotz der dunklen und trostlosen Natur des Genres“ mache ihn die Aufnahme „sehr glücklich.“ Grant Skelton besprach das Album für Metal Injection und schrieb es sei ein „ernster und feierlicher Soundtrack zur einsamen Reflexion“.
Die Gruppe trat seit ihrem Gründungsjahr Europaweit Live in Erscheinung. Bereits im ersten Jahr unter anderem in Mannheim, Hamburg und Freiburg. Im darauf folgenden Jahr nahm die Band internationale Auftritte wahr. Neben kleinen Auftritten bestritt die Gruppe solche bei Festivals wie den Dutch Doom Days, dem Berliner Swamp Fest, dem K-Town Metalfest, Doom Over Vienna, dem Black Forest Fest, dem belgischen Haunting The Castle III und dem WinterfestEVIL in Leipzig. Dabei trat Lone Wanderer häufiger mit Ophis, Urza, Mournful Congregation und Ahab auf. Im Jahr 2016 eröffnete die Gruppe das Festival Doom Over Leipzig. Ihren Auftritt griff für Maximilian Blom, der das Festival für das Rock Hard besprach „leider nicht so richtig“, andere Zuschauer hätten indes wohlwollender reagiert. Anders urteilen Ralf Scheidler über den Auftritt beim WinterfestEvil im gleichen Jahr. Er nannte die Gruppe den „frühe Höhepunkt des Abends“ und die Band „[m]usikalischen Eskapismus vom Feinsten.“ Den Auftritt der Band bei den 16. Dutch Doom Days im Oktober 2017 wurde insbesondere mit jenem von Urza beim gleichen Festival verglichen. In direkter Konkurrenz sei Lone Wanderer „schleppender, fahler, depressiver, fast zu schüchtern für´s Metier.“ Im gleichen Jahr trat die Band mit Hamferð in Stuttgart auf. „Wenn man sich darauf einlassen“ könne, schrieb Matthias für Burn Your Ears, spiele Lone Wanderer seine Zuschau „ganz gemächlich in Trance“.
Im Jahr 2020 erschien mit The Faustian Winter das zweite Album der Band. Diesmal wurde das Album als LP über Fucking Kill Records herausgegeben. The Faustian Winter sei anzuhören, dass sie mit „Zurückhaltung, Geduld und Präzision einerseits und Liebe zum Genre andererseits komponiert“ worden sei.

## Stil
Lone Wanderer gilt als Funeral-Doom-Band in der Tradition von Skepticism, Ahab und Mournful Congregation, mit lyrischer Orientierung am Nihilismus von Arthur Schopenhauer. Den Arrangements schreibt Cody Davis große „Geduld und Präzision nah einem Stillstand“ zu. Der Gesang wird von Chris Hoen und Bruno Schotten im Wechsel zwischen Gutturaler Gesang und gesprochenen Passagen. Hinzu reduziere sich die Band auf Grundschemata des Genres: „Zähes SloMo-Riffing, präzises Schlagwerk mit ebenso seltenem wie passendem Hang zum Ornament“.

„Gehauchtes Growling, Sprechpassagen und hallendes Growling gebettet auf Riffwänden, kreisenden Gitarrenläufen, schleppend hallenden Drums. Ein paar Brüche in ruhige Akustik-Passagen, mit hell zittrigen Gitarren und dämonischen Sprechpassagen kommen dazu und bleiben im Muster.“

## Diskografie
- 2014: Principles (EP, Selbstverlag)
- 2016: The Majesty of Loss (Album, Selbstverlag; 2020: Fucking Kill Records)
- 2020: The Faustian Winter (Album, Fucking Kill Records)